# Kabos Károly
Kabos Károly (Csíkkozmás, Csíkszék, Erdély, 1814. október 26. — Székelyudvarhely, 1876. május 18.) nemesi származású székely magyar honvédőrnagy, majd honvédalezredes, 1869-től újra honvédalezredes.

## Életútja
Kabos Károly vagyontalan nemesi családból származott, apja császári és királyi tiszt volt. Kabos Károly a karánsebesi katonaiskolán végzett, 1830-tól már hadfi, 1848 márciusában a székely 14. határőrezredben főhadnagy. 1848 októberében ezredével együtt csatlakozott a honvédsereghez. Bem József oldalán részt vett az erdélyi harctér ütközeteiben. 1849 februártól százados a 14/3. határőrezredben, márciustól őrnagy, s egyben a 14/3. határőrezredből alakult 78. zászlóalj parancsnoka. 1849 április 8-án 3. osztályú érdemjellel tüntették ki. 1849. május 16-án kiverte Malkowski osztrák seregeit a Havasalföldre. Július végétől az orsovai dandár parancsnoka lett. A szabadságharc leverése után török területre menekült dandárjával együtt, s a törökök előtt tette le a fegyvert.
A török száműzetésben, Vidinben, Kossuth Lajos alezredessé léptette elő és a katonai menekülttábor parancsnokává nevezte ki. Kabos 1852-ben tért haza, Nagyszebenben halálra ítélték, majd ítéletét kegyelemből két évi várfogságra változtatták, amelyet Josefstadtban töltött le. Az 1867-es kiegyezés után szervezett honvédségnél újra katonai szolgálatot vállalt, 1869-től honvédalezredes, 1875-ben nyugalmazták. A Csik-széki honvédegylet tagja.